# Осинівська волость
Осинівська волость — історична адміністративно-територіальна одиниця Старобільського повіту Харківської губернії із центром у слободі Осинова.
Станом на 1885 рік складалася з 16 поселень, 14 сільських громад. Населення — 10 217 осіб (5296 чоловічої статі та 4921 — жіночої), 1803 дворових господарств.
|                     | Площа, десятин | У тому числі орної, дес. |
| ------------------- | -------------- | ------------------------ |
| Сільських громад    | 23789          | 18806                    |
| Приватної власності | 7931           | 5885                     |
| Казенної власності  | 2534           | 2531                     |
| Іншої власності     | 416            | 401                      |
| Загалом             | 34670          | 27623                    |

Поселення волості станом на 1885:
- Осинова — колишня державна слобода при річці Айдар за 35 версту від повітового міста, 2580 осіб, 483 дворових господарства, 2 православні церкви, постоялий двір, 6 лавок, базари, 5 ярмарків на рік.
- Заайдарівка — колишнє державне село при річці Айдар, 1175 осіб, 220 дворових господарств.
- Макартетине — колишнє державне село, 847 осіб, 159 дворових господарств, православна церква.
- Ново-Псков — колишня державна слобода, 2614 осіб, 421 дворове господарство, православна церква, школа, 3 лавки, 3 ярмарки на рік.
- Рогове — колишнє державне село, 1215 осіб, 215 дворових господарств, молитовний будинок.

Найбільші поселення волості станом на 1914 рік:
- село Осинова — 4713 мешканців;
- село Заайдарівка — 3030 мешканців;
- Ново-Псков — 4094 мешканці;
- слобода Рогів — 1823 мешканці;
- слобода Макартетинка — 1531 мешканець.

Старшиною волості був Іван Якович Грицун, волосним писарем — Гнат Васильович Кийко, головою волосного суду — Михайло Андрійович Протасов.